# Candangolândia
Candangolândia, amtlich portugiesisch Região Administrativa de Candangolândia, ist die flächenmäßig kleinste Verwaltungsregion RA XIX des brasilianischen Bundesdistrikts und eine Satellitenstadt mit 16.196 Einwohnern 12 km südwestlich vom Stadtzentrum. Die Verwaltungsregion grenzt an Núcleo Bandeirante, Guará, Plano Piloto, Lago Sul und Park Way an. Der Name geht auf die sogenannten „Candangos“, die Arbeiter, die Brasilia errichteten, zurück.

## Verwaltung
Administrator der Verwaltungsregion ist Cleudimar Sardinha.